# Edward Osóbka-Morawski
Edward Bolesław Osóbka-Morawski, vlastním jménem Edward Osóbka (5. října 1909, Bližyn, Ruské impérium – 9. ledna 1997, Varšava, Polsko) byl polský socialistický politik.

## Životopis

### Počátky
Edward Osóbka-Morawski se narodil v dělnické rodině, po smrti otce v roce 1914 musela rodina pracovat na poli a na pilách.
V letech 1918 – 1923 docházel Osóbka-Morawski do základní školy hlavní v Bližynu, a později pracoval ve zbrojní továrně ve Skarżysko-Kamienné. V roce 1928 odešel do Koňských, kde pracoval jako úředník. Tehdy vstoupil do Polské socialistické strany. Později odešel do Veluně.
V roce 1936 odešel Osóbka-Morawski do Varšavy, kde byl členem některých levicových organizací. V roce 1938 založil spotřební družstvo Osvobození, jehož předsedou byl do následujícího roku. Poté studoval na Varšavské univerzitě práva a ekonomii.

### Válka
V září 1939, kdy nacistické Německo obsadilo Polsko, byl Osóbka-Moravski členem ilegálních jednotek na obranu Varšavy. V říjnu odešel do sovětského okupačního pásma a tři měsíce strávil v Hajnovce.
Ke konci prosince 1939 se Osóbka-Morawski vrátil do Varšavy a setkal se s Adamem Próchnikem a jeho skupinou "žoliborských socialistů". V roce 1941 vstoupil do organizace Barikáda volnosti, a po uvěznění jejích vůdců nad ní převzal kontrolu.
V květnu roku 1944 odešel do Moskvy, kde pobyl do července a setkal se se Stalinem. Dne 27. července 1944 podepsal Osóbka-Morawski s Vjačeslavem Molotovem smlouvu o přenechání východních polských hranic.

### Premiér a pozdější kariéra
Po osvobození Polska roku 1944 se Osóbka-Morawski stal ministerským předsedou prozatímní vlády. Byl však proti koalici s Polskou dělnickou stranou , a proto byl roku 1947 z funkce odvolán. Stal se následně ministrem pro administrativní záležitosti.
Od té doby až do roku 1952 byl poslancem Sejmu. Po nástupu Władysława Gomułky se Osóbka-Morawski stal členem Polské sjednocené dělnické strany. Do roku 1968 působil jako ředitel centra pro správu zdravotních středisek. Do politiky se naposledy vrátil roku 1990, kdy krátce působil jako předseda ústředního výboru Polské socialistické strany.